# Trofeul Carpați (handbal feminin) - Ediția a 48-a
Competiția din 2016 reprezintă a 48-a ediție a Trofeului Carpați la handbal feminin pentru senioare, turneu amical organizat anual de Federația Română de Handbal cu începere din anul 1959. Ediția din 2016, la care au luat parte patru echipe naționale, a fost găzduită de orașul Cluj-Napoca și s-a desfășurat între 26-27 noiembrie 2016.

## Echipe participante
Pe data de 21 iunie 2016, Federația Română de Handbal a anunțat trei din cele patru echipe naționale care vor participa la competiție. Acestea au fost România, Olanda și Ungaria. În octombrie 2016 s-a făcut public faptul că a patra echipă va fi o selecționată B a României.

### România A
Antrenorii celor două selecționate au convocat inițial 42 de handbaliste, însă Lorena Ostase a declinat convocarea, fiind obligată să se opereze în urma unei accidentări la brațul de aruncare. Cele 41 de handbaliste rămase au fost împărțite în două echipe, iar reprezentativa A a fost la început alcătuită din 23 de jucătoare. Cristina Neagu, Gabriela Perianu și Ana Maria Iuganu au fost menajate ca urmare a problemelor de sănătate, iar componența celor două echipe ale României a fost ușor schimbată și a variat de la meci la meci.
| Portari - 20 Iulia Dumanska (SCM Craiova) - 30 Paula Ungureanu (CSM București) - 01 Elena Voicu (HC Dunărea Brăila) Extreme stânga - 02 Andreea Chiricuță (CSU Danubius Galați) - 10 Cristina Florica (HCM Râmnicu Vâlcea) - 0 Ana Maria Iuganu (CSM Roman) Intermediari stânga - 15 Cristina Neagu (ŽRK Budućnost Podgorica) - 0 Gabriela Perianu (HC Dunărea Brăila) - 03 Gabriella Szűcs (HC Dunărea Brăila) - 19 Cristina Zamfir (SCM Craiova) Centri - 09 Aurelia Brădeanu (CSM București) - 07 Eliza Buceschi (FC Midtjylland Håndbold) - 11 Cristina Laslo („U” Alexandrion Cluj) - 31 Mădălina Zamfirescu (HC Dunărea Brăila) | Pivoți - 0 Florina Chintoan („U” Alexandrion Cluj) - 22 Oana Manea (CSM București) - 06 Crina Pintea (Thüringer HC) Intermediari dreapta - 05 Melinda Geiger (Brest Bretagne Handball) - 0 Alina Ilie (CSM Unirea Slobozia) - 17 Laura Popa („U” Alexandrion Cluj) Extreme dreapta - 0 Laura Chiper (Corona Brașov) - 04 Marilena Neagu (Corona Brașov) - 13 Aneta Udriștioiu (HC Dunărea Brăila) |

Antrenori
- Ambros Martín - Antrenor principal
- Costică Buceschi - Antrenor secund

### România B
Reprezentativa B a fost alcătuită la început din 18 jucătoare. Ca urmare a accidentărilor sau problemelor de sănătate ale Lorenei Ostase, Cristinei Neagu și Anei Maria Iuganu, componența echipei a fost ușor schimbată și a variat de la meci la meci.
| Portari - 16 Denisa Dedu (Corona Brașov) - 12 Daciana Hosu (Corona Brașov) - 0 Raluca Kelemen (CSȘ Caracal) Extreme stânga - 98 Ana Maria Lopătaru (Corona Brașov) Intermediari stânga - 21 Andreea Adespii (HCM Râmnicu Vâlcea) - 17 Raluca Petruș (CS Dinamo București) - 19 Gabriela Preda (CSM Bistrița) - 04 Bianca Tiron (HC Dunărea Brăila) - 09 Sorina Tîrcă (Corona Brașov) Centri - 11 Ana Maria Apipie (SCM Craiova) - 15 Andreea Popa (CS Dinamo București) - 0 Laura Pristăvița (CSM Bistrița) | Pivoți - 13 Teodora Popescu (CNE Râmnicu Vâlcea) - 10 Cynthia Tomescu (CSM Roman) Intermediari dreapta - 14 Bianca Bazaliu (CSM București) - 18 Daria Bucur (Corona Brașov) Extreme dreapta - 08 Alexandra Badea (Școala 181 București) - 0 Ana Maria Berbece (Corona Brașov) - 03 Ana Maria Simion (HCM Râmnicu Vâlcea) |

Antrenori
- Ion Crăciun - Antrenor principal
- Ildiko Kerekes - Antrenor secund

### Olanda
Olanda nu a participat cu echipa principală, ci cu o selecționată B condusă de Harrie Weerman și alcătuită din 15 jucătoare. Componența acesteia a fost anunțată pe 4 noiembrie 2016:
| Portari - 02 Kristy Zimmerman (Frish Auf Göppingen) - 03 Annick Lipman (Vipers Kristiansand) Extreme stânga - 0 Sanne Hoekstra (HSG Bensheim Auerbach) - 04 Angela Steenbakkers (SERCODAK Dalfsen) - 06 Daisy Hage (Virto/Quintus) Intermediari stânga - 12 Inger Smits (VfL Oldenburg) - 38 Rachel de Haze (Succes Schoonmaak/VOC) Centri - 20 Myrthe Schoenaker (København Håndbold) - 16 Maxime Struijs (Frisch Auf Göppingen) | Pivoți - 22 Esther Schop (Nantes Loire Atlantique) - 32 Celine Michielsen (TüS Metzingen) Intermediari dreapta - 05 Anouk Nieuwenweg (HSG Bad Wildungen Vipers) - 15 Anouk van de Wiel (Thüringer HC) - 25 Tessa van Zijl (Virto/Quintus) Extreme dreapta - 31 Kelly Vollebregt (TüS Metzingen) - 0 Ana Pavković (SERCODAK Dalfsen) |

Antrenori
- Harrie Weerman - Antrenor principal

### Ungaria
Ungaria a participat cu o selecționată condusă de Kim Rasmussen și alcătuită din 18 jucătoare. Componența acesteia a fost anunțată pe 25 noiembrie 2016:
| Portari - 61 Kinga Janurik (ÉRD NK) - 21 Éva Kiss (Győri Audi ETO KC) - 12 Melinda Szikora (FTC-Rail Cargo Hungaria) Extreme stânga - 44 Ildikó Erdősi (Siófok KC) - 03 Nadine Schatzl (FTC-Rail Cargo Hungaria) Intermediari stânga - 15 Kinga Klivinyi (ÉRD NK) - 23 Klára Szekeres (FTC-Rail Cargo Hungaria) - 05 Krisztina Triscsuk (Siófok KC) Centri - 13 Anita Görbicz (Győri Audi ETO KC) - 08 Anikó Kovacsics (FTC-Rail Cargo Hungaria) - 07 Zita Szucsánszki (FTC-Rail Cargo Hungaria) | Pivoți - 0 Luca Dombi (Mosonmagyaróvári KC SE) - 14 Anett Kisfaludy (ÉRD NK) - 34 Rea Mészáros (FTC-Rail Cargo Hungaria) Intermediari dreapta - 31 Dóra Hornyák (FTC-Rail Cargo Hungaria) - 25 Anna Kovács (Dunaújvárosi KKA) Extreme dreapta - 22 Bernadett Bódi (Győri Audi ETO KC) - 66 Viktória Lukács (FTC-Rail Cargo Hungaria) |

Antrenori
- Kim Rasmussen - Antrenor principal
- Beáta Siti - Antrenor secund
- István Bakos - Antrenor cu portarii

## Partide

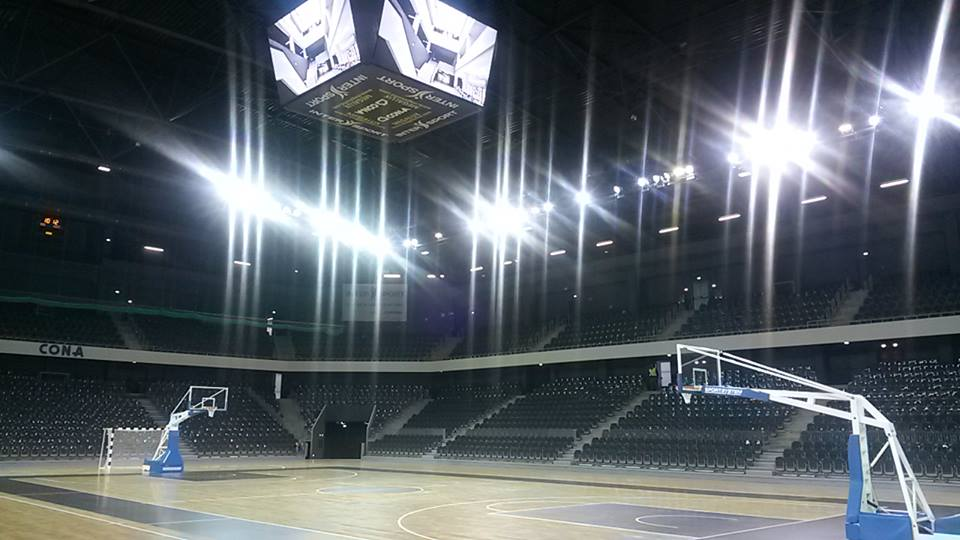
Sala Polivalentă din Cluj

Partidele s-au desfășurat pe durata a două zile, 26 și 27 noiembrie 2016, în Sala Polivalentă din Cluj-Napoca. Biletele au fost puse în vânzare în rețeaua Eventim pe 9 noiembrie 2016.
Formatul ediției din 2016 a Trofeului Carpați a fost similar cu formatul ediției din 2015. În prima zi s-au jucat două meciuri, Ungaria împotriva Olandei și România A împotriva României B, iar în cea de-a doua zi s-au disputat meciul pentru locurile 3-4 și finala competiției.
| 26 noiembrie 2016 17:00 | Ungaria               | 30 - 26    | Țările de Jos      | Sala Polivalentă, Cluj-Napoca Arbitri: Brunovský, Čanda |
| 26 noiembrie 2016 17:00 | Kovács, Szucsánszki 6 | (12-13)    | Hage, Schoenaker 5 | Sala Polivalentă, Cluj-Napoca Arbitri: Brunovský, Čanda |
| 26 noiembrie 2016 17:00 | 4× 2×                 | [ Cronica] | 4× 1×              | Sala Polivalentă, Cluj-Napoca Arbitri: Brunovský, Čanda |

| 26 noiembrie 2016 20:00 | România A                     | 31 - 23 | România B        | Sala Polivalentă, Cluj-Napoca Arbitri: Florescu, Stoia |
| 26 noiembrie 2016 20:00 | Buceschi, Chiper, Chiricuță 4 | (14-13) | Bazaliu, Tiron 5 | Sala Polivalentă, Cluj-Napoca Arbitri: Florescu, Stoia |
| 26 noiembrie 2016 20:00 | 2×                            | Cronica | 1× 2×            | Sala Polivalentă, Cluj-Napoca Arbitri: Florescu, Stoia |

### Meciul pentru locurile 3-4
| 27 noiembrie 2016 17:00 | Țările de Jos        | 31 - 29 (Prel.) | România B        | Sala Polivalentă, Cluj-Napoca Arbitri: Florescu, Stoia |
| 27 noiembrie 2016 17:00 | Hage 6               | (12-14)         | Bazaliu, Tiron 6 | Sala Polivalentă, Cluj-Napoca Arbitri: Florescu, Stoia |
| 27 noiembrie 2016 17:00 | 2×                   | [ Cronica]      | 2× 2×            | Sala Polivalentă, Cluj-Napoca Arbitri: Florescu, Stoia |
| 27 noiembrie 2016 17:00 | FT: 26-26 Prel.: 5-3 |                 |                  | Sala Polivalentă, Cluj-Napoca Arbitri: Florescu, Stoia |

### Finala
| 27 noiembrie 2016 20:00 | Ungaria     | 29 - 24    | România A                  | Sala Polivalentă, Cluj-Napoca Arbitri: Brunovský, Čanda |
| 27 noiembrie 2016 20:00 | Klivinyi 10 | (14-12)    | Buceschi, Geiger, Zamfir 5 | Sala Polivalentă, Cluj-Napoca Arbitri: Brunovský, Čanda |
| 27 noiembrie 2016 20:00 | 3× 4×       | [ Cronica] | 2× 3×                      | Sala Polivalentă, Cluj-Napoca Arbitri: Brunovský, Čanda |

## Clasament și statistici

### Clasamentul final
|   | Ungaria       |
|   | România A     |
|   | Țările de Jos |
| 4 | România B     |

| \| Poz. \| Nume \| Echipă \| Goluri \| \| ---- \| ----------------- \| ------------- \| ------ \| \| 1 \| Anna Kovács \| Ungaria \| 6 \| \| 1 \| Zita Szucsánszki \| Ungaria \| 6 \| \| 3 \| Bianca Bazaliu \| România \| 5 \| \| 3 \| Anita Görbicz \| Ungaria \| 5 \| \| 3 \| Daisy Hage \| Țările de Jos \| 5 \| \| 3 \| Myrthe Schoenaker \| Țările de Jos \| 5 \| \| 3 \| Bianca Tiron \| România \| 5 \| \| 8 \| Eliza Buceschi \| România \| 4 \| \| 8 \| Laura Chiper \| România \| 4 \| \| 8 \| Andreea Chiricuță \| România \| 4 \| \| 8 \| Sorina Tîrcă \| România \| 4 \| \| 8 \| Kelly Vollebregt \| Țările de Jos \| 4 \| | - Cea mai bună jucătoare: Kinga Klivinyi (HUN) - Cea mai bună marcatoare: Anita Görbicz (HUN) (13 goluri) - Cel mai bun portar: Denisa Dedu (ROU) |               |        |
| Poz. | Nume | Echipă        | Goluri |
| 1 | Anna Kovács | Ungaria       | 6      |
| 1 | Zita Szucsánszki | Ungaria       | 6      |
| 3 | Bianca Bazaliu | România       | 5      |
| 3 | Anita Görbicz | Ungaria       | 5      |
| 3 | Daisy Hage | Țările de Jos | 5      |
| 3 | Myrthe Schoenaker | Țările de Jos | 5      |
| 3 | Bianca Tiron | România       | 5      |
| 8 | Eliza Buceschi | România       | 4      |
| 8 | Laura Chiper | România       | 4      |
| 8 | Andreea Chiricuță | România       | 4      |
| 8 | Sorina Tîrcă | România       | 4      |
| 8 | Kelly Vollebregt | Țările de Jos | 4      |